# Global Kryner

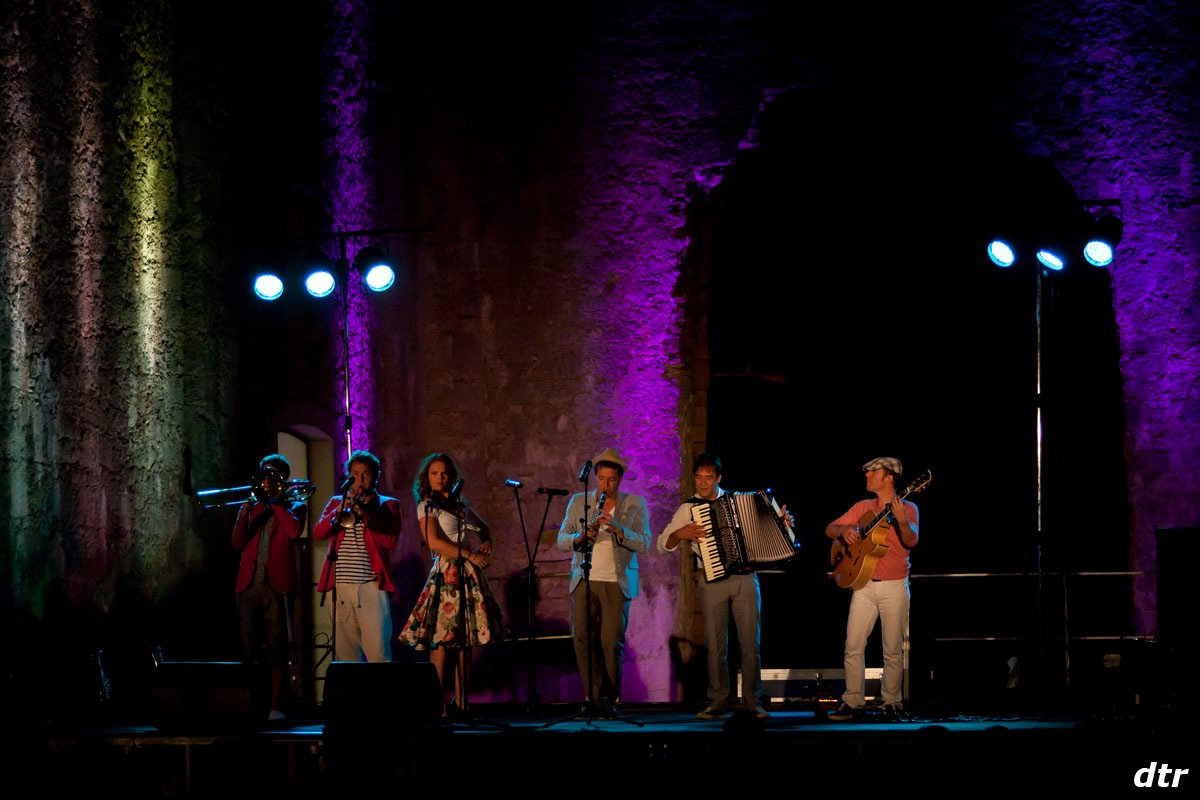
Global Kryner

Global Kryner is een zeskoppige Oostenrijkse folkband, opgericht door Christof Spörk in april 2003. De groepsleden zijn Christof Spörk (klarinet), Wolfgang Tischhart (trombone), Edi Koehldorfer (gitaar), Karl Rossmann (trompet), Anton Sauprügl (accordeon) en Sabine Stieger (zang). 
De groep werd in 2005 geselecteerd om mee te doen aan song.null.fünf, de Oostenrijkse preselectie voor het Eurovisiesongfestival. Elke deelnemer moest 2 liedjes brengen, Global Kryner koos voor Y asi en Dreaming. Door dit format kon de groep zijn eigen kansen verkleinen als beide liedjes goed werden onthaald door het publiek, die daardoor de stemmen in 2 splitsten. Andere deelnemer Alf Poier, die 2 jaar eerder nog 6de was op het songfestival, had dit doorzien en verklaarde niet naar het songfestival te gaan als zijn lied Hotel Hotel won, een subtiele hint naar de fans dat ze voor het andere lied moesten stemmen. Y asi kreeg de meeste stemmen van de regionale jury's, maar Poier kreeg het maximum van het publiek (106 000 tegenover 60 000 voor Global Kryner), toch was het Global Kryner dat won, tot Poiers ongenoegen.
Het lied Y asi was een mengeling van Spaans en Engels en ging over een Cubaans meisje dat verliefd werd op een Oostenrijkse man omdat hij zo goed kon jodelen. Het lied strandde in de halve finale van het songfestival, op de 21ste plaats met slechts 30 punten. De Oostenrijkse omroep was zo kwaad met dit resultaat dat hij zijn kandidatuur voor 2006 terugtrok. Oostenrijk zou er in 2007 wel terug bij zijn.
In 2006 ein Global Kryner de Satireprijs Prix Pantheon in Bonn.
Op 28 januari 2010 presenteerde Global Kryner hun nieuwe CD „Global Kryner versus The Rounder Girls“ in vechtsportschool Box Union Favoriten in Wenen, gepresenteerd door Sigi Bergmann. Ze speelden hier met Akkordeonist Christian Bakanic.
Global Kryner kondigde begin 2013 aan dat ze per eind oktober zouden gaan stoppen met de band. Er was nog een grote afscheidstour onder het motto  „Servus“, waarbij de muzikanten nog een keer in vele landen zoals Oostenrijk, Zwitserland, Duitsland en Zuid Tirol (Italië) optraden.

## Cd's
- Global Kryner (april 2004)
- Krynology (mei 2005)
- Weg (september 2007)
- Live in Luxembourg (november 2008)
- Versus The Rounder Girls (november 2009)
- Coverstories (oktober 2011)